# NGC 2049
NGC 2049 је спирална галаксија у сазвежђу Голуб која се налази на NGC листи објеката дубоког неба.
Деклинација објекта је - 30° 4' 41" а ректасцензија 5h 43m 15,1s. Привидна величина (магнитуда) објекта NGC 2049 износи 12,8 а фотографска магнитуда 13,7. NGC 2049 је још познат и под ознакама ESO 424-11, MCG -5-14-11, AM 0541-300, PGC 17657.